# Necronomicon (film)
H.P. Lovecraft's: Necronomicon, denumire originală Necronomicon, denumit și Necronomicon: Book of the Dead sau Necronomicon: To Hell and Back este un film de groază lovecraftiană antologie american realizat în 1993. Este regizat de Brian Yuzna, Christophe Gans și Shusuke Kaneko după un scenariu de Brent V. Friedman, Christophe Gans, Kazunori Itō și Brian Yuzna. În film interpretează actorii Bruce Payne ca Edward De Lapoer, Richard Lynch ca Jethro De Lapoer, Jeffrey Combs ca H. P. Lovecraft, Belinda Bauer ca Nancy Gallmore și David Warner as Dr. Madden.
Cele trei părți ale filmului sunt bazate pe trei povestiri scurte de groază scrise de autorul H. P. Lovecraft: The Drowned se bazează pe The Rats in the Walls, The Cold se bazează pe Cool Air și Whispers se bazează pe The Whisperer in Darkness.

## Distribuție

### The Library (Frame Story)
- Jeffrey Combs – H. P. Lovecraft
- Tony Azito – Librarian
- Brian Yuzna – Cabbie

### The Drowned
- Bruce Payne – Edward De Lapoer
- Belinda Bauer – Nancy Gallmore
- Richard Lynch – Jethro De Lapoer
- Maria Ford – Clara
- Peter Jasienski – Jethro's son
- Denice D. Lewis – Emma De Lapoer
- Vladimir Kulich – a Villager

### The Cold
- David Warner – Dr. Madden
- Bess Meyer – Emily Osterman
- Millie Perkins – Lena
- Dennis Christopher – Dale Porkel
- Gary Graham – Sam
- Curt Lowens – Mr. Hawkins

### Whispers
- Signy Coleman – Sarah
- Obba Babatundé – Paul
- Don Calfa – Mr. Benedict
- Judith Drake – Mrs. Benedict